# Živalski vrt Ljubljana
Živalski vrt Ljubljana je bil odprt 10. marca leta 1949 in je še danes edini javni živalski vrt v Sloveniji. Prva bivališča za živali so bila nameščena v središču Ljubljane na Kolodvorski ulici blizu današnje RTV Slovenija, leta 1951 pa se je preselil na današnje območje - jugozahodni del Rožnika, kjer zavzema 19,6 ha površine. Območje živalskega vrta se nahaja v okolju naravnega gozda in travnikov in je del zaščitenega krajinskega parka Tivoli, Rožnik in Šišenski hrib.
Pred vhodom v Živalski vrt je postavljen kovinski kip bika, delo kiparja Janeza Boljke.
Predhodnik živalskega vrta je bila grajska manažerija oz. fazanarija - Auerspergov vrt s kunci, fazani, redko perutnino in  zverinjakom.

## Živali
V Ljubljanskem živalskem vrtu so zbrane živalske vrste z vseh kontinentov, poudarek pa je predvsem na vrstah, značilnih za območje, kjer se stikajo alpski, panonski in sredozemski svet.
Neupoštevajoč žuželke je v vrtu skupno okrog 500 osebkov, ki pripadajo 119 vrstam in 14 pasmam.

## Leto 2013
Porušili so 44 let star zverinjak in ga nadomestili z novim bivališčem za sibirska tigra Vito in Vita. V živalski vrt so prispeli mačji panda, gepard in tiger .
Leto je zaznamoval pogin treh šimpanzov, štirih rdečevratih kengurujev, kamele, indijskega ježevca in levinje. 
Postavljene so bile tudi nove informativne table.

## Leto 2014
Zaradi obsežne škode, ki jo je povzročilo padajoče drevje zaradi žleda, so v Živalskem vrtu razglasili izredne razmere in ga 2. februarja 2014 zaprli za obiskovalce. Večina živali je bila v tem času na varnem, dva risa pa sta zapustila ogrado skozi podrto ograjo. Uplenila sta gamsa v sosednji ogradi, ljudje pa so javili številna opažanja risov izven Živalskega vrta. Samca so hitro izsledili in ga odpeljali v živalski vrt, samico pa so našli po enem mesecu. Zgornji del vrta, ki ga je močno prizadel žled, še sanirajo. Letos ne pričakujejo večjih investicij.

## Leto 2015
Po žledolomu so ponovno odprli pot mimo volkov, kvakačev in risov. Prispeli so tudi bobri.

## Leto 2016
Po žledolomu so ponovno odprli kozoroge in gamse.

## Leto 2017
Pripravljali so nove ograde za lose in severne jelene.

## Leto 2018
Marca so prenovili večino spodnjega dela živalskega vrta: na novo so pokrili barjerje, uredili novo pot mimo kengurujev, dobili pa so tudi nove vrste v vivariju. Po 4 letnem zaporu zgornje poti so jo ponovno odprli, kjer so na novo namestili lose, severne jelene in velike letalnice za sove.

## Leto 2019
Marca so po odprli ogrado za azijska leva Maksimusa in Čajo, zgradili so pa tudi novo ogrado za bobre.

## Leto 2021
Marca 2021 sta zaradi rakavih obolenj poginila sibirski tiger Vito in kapibara Stinky.

## Dostop(LPP)
Od leta 2006 je med 1. majem in 31. oktobrom živalski vrt petkrat dnevno s središčem mesta (Kolodvor) povezala mestna avtobusna linija št. 23. 26. junija so, preko Večne poti, podaljšali linijo 18. S podaljšanjem zo zagotovili celoletno povezavo, avtobusi pa so začeli voziti pogosteje. Linija 23 je bila istega dne ukinjena. Danes mimo vozita liniji 18 in 18L.